# (3747) Белинский
(3747) Белинский (лат. Belinskij) — типичный астероид главного пояса, открыт 5 ноября 1975 года советским астрономом Людмилой Черных в Крымской астрофизической обсерватории и 25 сентября 1988 года назван в честь русского литературного критика и публициста Виссариона Белинского.

## Обнаружение и именование
(3747) Белинский
Открыт 5 ноября 1975 года в Научном Л. И. Черных.
Назван в честь русского литературного критика и публициста Виссариона Григорьевича Белинского (1811—1848), революционного демократа.
Оригинальный текст (англ.)3747 Belinskij
Discovered 1975-11-05 by Chernykh, L. at Nauchnyj.
Named in honor of Vissarion Grigor'evich Belinskij (1811—1848), Russian literary critic and publicist, revolutionary democrat.
Источники: DISCOVERY.DB; M.P.C. 13609.

## Орбита

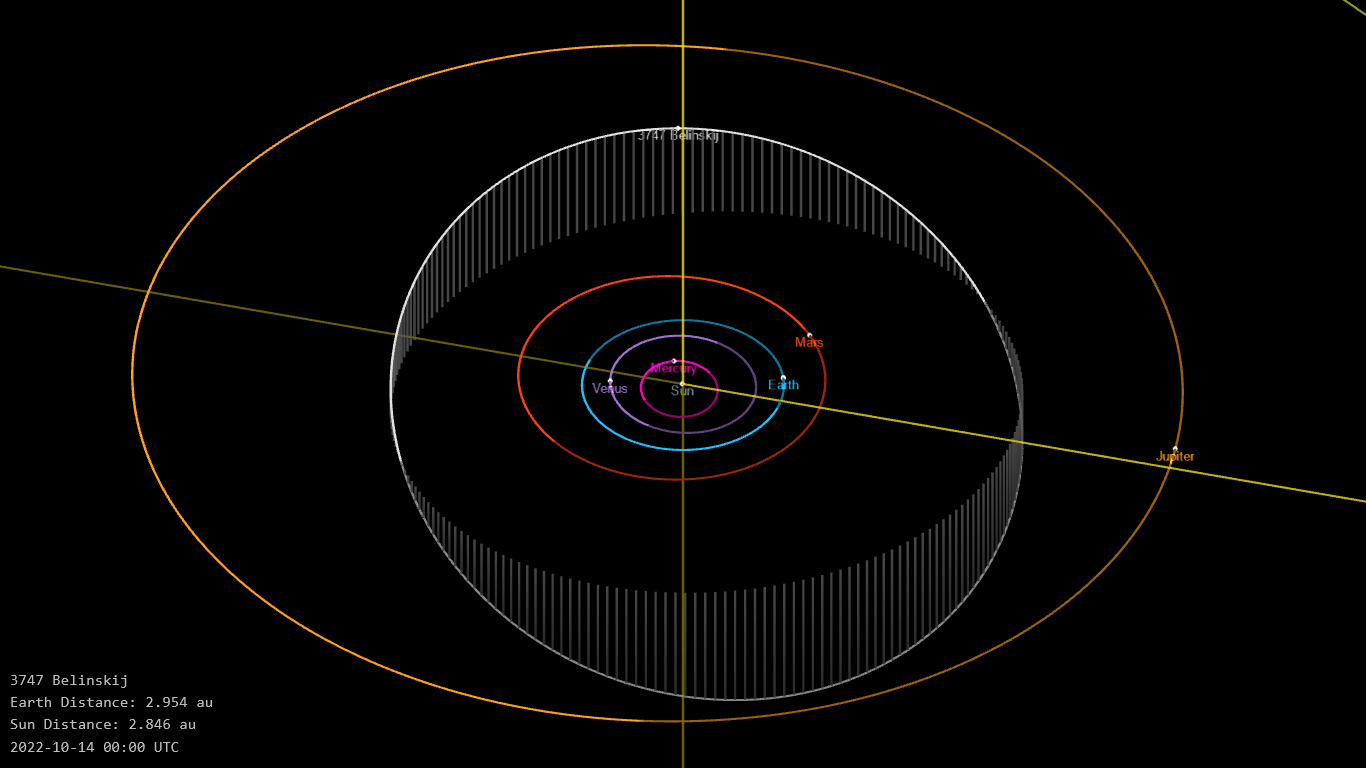
Орбита астероида Белинский и его положение в Солнечной системе

## Физические характеристики
Из наблюдений системы телескопов панорамного обзора и быстрого реагирования Pan-STARRS следует, что астероид относится к таксономическому классу X.
По результатам наблюдений в инфракрасном диапазоне орбитальной обсерватории IRAS и спутника Akari и наблюдений в видимом и ближнем инфракрасном диапазоне космического телескопа NEOWISE диаметр астероида сначала оценивался равным 26,73±1,4 км, позже — 28,97±0,56 км, 23,00±3,77 км и 22,998±3,775 км. Согласно тем же источникам альбедо оценивается как 0,0898±0,011, 0,086±0,004 и 0,117±0,204.